# مرادلار (احسانیه)
مرادلار (به ترکی استانبولی: Muratlar) یک منطقهٔ مسکونی در ترکیه است که در احسانیه واقع شده‌است.